# Schizocarpum palmeri
Schizocarpum palmeri là một loài thực vật có hoa trong họ Cucurbitaceae. Loài này được Cogn. & Rose miêu tả khoa học đầu tiên năm 1891.